# Спонтанне загоряння
Спонтанне загоряння (англ. Spontaneous Combustion) — американський фільм жахів 1990 року.

## Сюжет
Він наділений незвичайним і таємничим даром. Ніхто не може пояснити його походження. Сем Креймер — людина-феномен, змушений постійно перебувати під спостереженням учених. І так продовжується до тих пір, поки люди, що опиняються на шляху Сема, не починають один за одним гинути жахливим чином. Вони згорають живцем. Сем в жаху намагається знайти пояснення страшним подіям. І чим ближче він до розгадки, тим тісніше стає коло його ворогів, які готові на все, лише б Сем не впізнав істину. А почалася вся ця історія більше сорока років тому.

## У ролях
- Бред Дуріф — Сем
- Сінтія Бейн — Ліза Вілкокс
- Джон Сайфер — доктор Марш
- Вільям Принц — Лью Орландер
- Мелінда Діллон — Ніна
- Дей Янг — Рейчел
- Теган Вест — Шпрінгер
- Майкл Кейс Холл — доктор Кегні
- Дейл Дай — генерал
- Дік Баткас — генерал-лейтенант
- Джо Мейс — доктор Персонс
- Стейсі Едвардс — Пеггі Белл
- Брайан Бремер — Брайан Белл
- Френк Вайтман — молодий Орландер
- Джуді Прескотт — студент
- Джуді Бер — шкільна медсестра
- Бетсі Томас — медсестра в лікарні
- Джон Лендіс — радіотехнік
- Джейм Альба — Волтер
- Марк Робертс — доктор Сімпсон
- Дік Ворлок — містер Фіцпатрік
- Джудіт Джонс — Дженніфер
- Вільям Форвард — вчений
- Рон Блер — метрдотель
- Мімі Вірн — Вікі
- Сенді Іньон — доктор в 50-х роках
- Нік Гамбелла — студент в театрі
- Патріція Галлахер Лейтон — служниця
- Барбара Лірі — Емі Вітакер
- Пол Баррезі — солдат у лікарні
- Джордж «Бак» Флауер — проповідник на радіо